# Шонто (Аризона)
Шонто (енгл. Shonto) насељено је место без административног статуса у америчкој савезној држави Аризона.

## Демографија
По попису из 2010. године број становника је 591, што је 23 (4,0%) становника више него 2000. године.
| Група             | 2000.     | 2010.     |
| Белци             | 11 (1,9%) | 28 (4,7%) |
| Афроамериканци    | 1 (0,2%)  | 3 (0,5%)  |
| Азијати           | 0 (0,0%)  | 0 (0,0%)  |
| Хиспаноамериканци | 6 (1,1%)  | 26 (4,4%) |
| Укупно            | 568       | 591       |